# 莲花山 (汕头)
莲花山是广东省汕头市澄海区的一座海拔562米的山峰，位于澄海区与潮州市饶平县、潮安县交界，主峰在澄海区境内，是汕头市第二高峰，也是汕头在大陆上的最高峰。

## 简介
莲花山是由距今1.37亿年前的中生代火山喷发而形成，因重岩叠嶂，八方磊拱，灿若莲花而得名。莲花山以主峰仙公顶为中心，出现放射状的小断裂。主要风景有：莲花古寺，铜金巷，莲花池，神泉仙翁宫，可止亭，鹰踞岩，仙桃献寿，八戒朝圣，童子拜观音等。莲花山山上原有一酷似南极仙翁石头，自莲花山钨矿开采之后已然无踪。现山顶上建有一小庙供奉南极仙翁，又供奉有一尊四面观音。

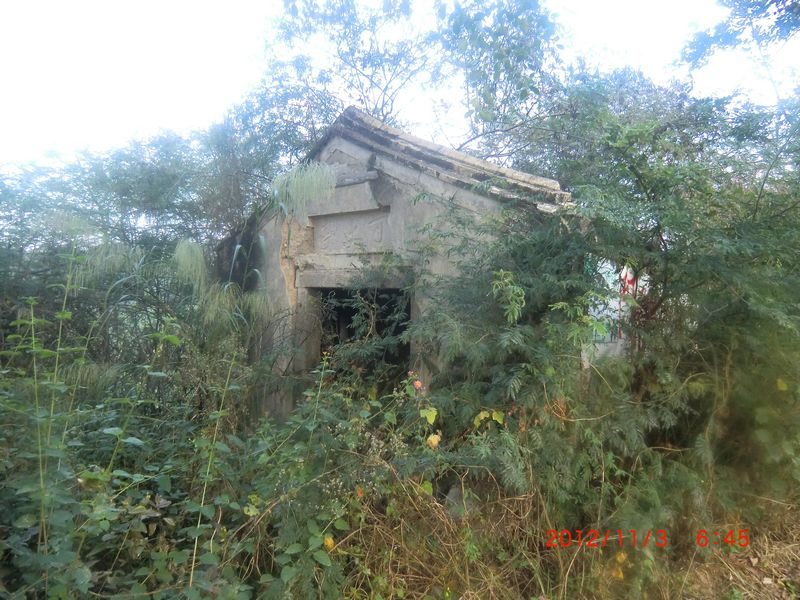
可止亭

- 铜金巷：为陂下岭上的一条小道，因一片赤铜色常年不长草木的黄土地而得名。铜金巷应为古栈道，即古代自白沙铺（驿站，非现在碧砂村而应该是莲花古寺。宋时有驿寺同处的情况）至潮州的交通要道。相传是明朝时潮州知州林监丞在慌忙逃跑之际遇大山阻隔，急忙投笔开出一条道路。铜金巷又名作“陈金巷”，据称由陈吊王之妹名陈金妹者曾驻守于此。[1]

- 鹰踞崖：又名象尔石，本地称叠石，巨石相叠，顶有一石突出如鹰盘踞。鹰踞崖几颗巨石相叠，人可穿越于其中。

- 莲花山温泉：位于南麓鸡笼山前。位于樟林至汕头断裂和韩江断裂之交汇处，是粤东地区唯一的中温淡水温泉。整个矿区面积110公顷，日供温泉水3000吨。水质含有大量的硫元素和微量元素。

## 登山路径
莲花山的登山路径主要位于南麓，目前成熟的两条路径如下：
- 莲花古寺-铜金巷-莲花池-顶峰
- 莲花温泉-红岭农场-神泉仙翁宫-顶峰

## 矿藏
莲花山蕴含丰富的钨矿资源，1956年开矿，由中国有色金属工业广州公司管理，面积约4000亩，后因资源枯竭，1999年闭矿。2002年10月钨矿权属移交至澄海市管理。由于莲花山矿区在开采过程中大片植被遭破坏，山体生态脆弱，再加上闭矿后非法偷采、运、洗钨矿现象仍存在，澄海莲花山钨矿废水污染曾经连续2年被列入广东省挂牌督办的10大重点区域环境问题，并受到公众重视。 2005年开展整治后，莲花山钨矿周围生态环境得到明显改善。

## 风俗
莲花山是中国唯一一个南极仙翁福地，每年九月初九有登山“圆梦”的习俗。

## 相关文章
- 南极福地莲花山